# کراون هلدینگ
کراون هلدینگ (انگلیسی: Crown Holdings) شرکت بسته‌بندی آمریکایی است، که در سال ۱۸۹۲ تأسیس شد.